# Hendrik Lenstra

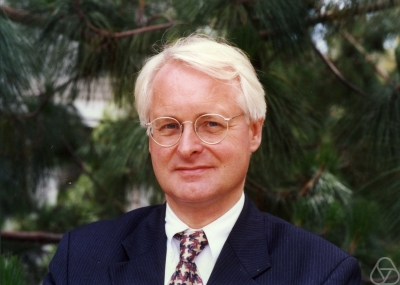
Hendrik Lenstra in Berkeley

Hendrik Willem Lenstra Junior (* 16. April 1949 in Zaandam, Niederlande) ist ein niederländischer Mathematiker, der sich mit Zahlentheorie beschäftigt.

## Leben
Lenstra wurde 1977 an der Universität Amsterdam bei Frans Oort promoviert mit einer Arbeit über Zahlkörper mit euklidischem Algorithmus (euklidische Zahlkörper). 1978 wurde er dort Professor, was er bis 1986 blieb. Von 1987 bis 2003 war er an der University of California, Berkeley. Von 1998 bis 2003 hielt er gleichzeitig Vorlesungen in Leiden und Berkeley. Danach war er nur noch in Leiden. Er war unter anderem Gastwissenschaftler am Institute for Advanced Study (1990/91) und 2000/2001 Hewlett-Packard-Gastprofessor am MSRI.
Lenstra ist für verschiedene zahlentheoretische Algorithmen bekannt. Er ist Entdecker der Elliptic Curve Factorization (einer Faktorisierungsmethode unter Verwendung der Arithmetik elliptischer Kurven, 1987) und verbesserte und implementierte 1984 mit Henri Cohen den APRCL-Primzahltest (nach den Anfangsbuchstaben der Entwickler) von Leonard Adleman, Carl Pomerance und Robert Rumely von 1983, der als erster Test auf die in der Public-Key-Kryptographie (RSA) verwendeten Primzahlen von hundert und mehr Bit Länge (verwendet werden heute 500 bis 2000 Bit lange Primzahlen) effizient anwendbar war. 1982 entwickelte er mit seinem Bruder Arjen Lenstra und László Lovász den LLL-Algorithmus zur Reduktion einer Basis von Gittern, ebenfalls mit Anwendungen zum Beispiel in der Kryptographie. Er war auch an einem Projekt zur Mathematik hinter den Bildern von M. C. Escher beteiligt. Lenstra regte das Internetprojekt ABC@Home an, das im Januar 2007 startete und in dem Tausende freiwilliger Helfer auf unausgelasteten Computern Daten für eine empirische Untersuchung der abc-Vermutung sammeln. Er hat sich den Beweis dieser Vermutung als Ziel gesetzt.
Die Cohen-Lenstra-Heuristik umfasst Vermutungen über die Struktur der Klassengruppen quadratischer Zahlkörpern. Diese wurden aus umfangreichen Computerrechnungen abgeleitet und durch sie numerisch bestätigt.
1985 erhielt er den Fulkerson-Preis für die Arbeit Integer programming with a fixed number of variables. 1998 erhielt er den Spinoza-Preis der Niederländischen Organisation für Wissenschaftliche Forschung (NWO). 1986 war er Invited Speaker auf dem Internationalen Mathematikerkongress (International Congress of Mathematicians, ICM) in Berkeley (Elliptic curves and number theoretic algorithms). Im Jahr 2000 hielt er einen Plenarvortrag auf dem 3. Europäischen Mathematikerkongress in Barcelona (Flags and lattice base reduction). 2003 wurde er von der Australischen Mathematischen Gesellschaft als Mahler Lecturer eingeladen.
Im Jahr 2007 erhielt er eine Akademie-Professur der Königlich Niederländischen Akademie der Wissenschaften (KNAW), die ihm für fünf Jahre ausschließliche Forschung und Nachwuchsförderung ermöglicht. Zwei Jahre danach wurde er zum Ritter des Ordens vom Niederländischen Löwen ernannt. Seit 1984 ist er Mitglied der KNAW, seit 1996 der American Academy of Arts and Sciences und seit 2005 der Academia Europaea.
2009 hielt er die Gauß-Vorlesung der DMV. Die IMU berief ihn zum Vorsitzenden des Programmkomitees zur Vorbereitung des ICM 2010 in Hyderabad. Er ist seit 2012 Fellow der American Mathematical Society. 2009/10 und 2010/11 war er im Abel-Preis-Komitee.
Zu seinen Doktoranden zählen Daniel Bernstein, Preda Mihăilescu, René Schoof, Peter Stevenhagen und William A. Stein.
Die IMDb verzeichnet zwei Dokumentarfilme über Lenstra. Seine Brüder Arjen Klaas Lenstra und Jan Karel Lenstra (Direktor des CWI) sind ebenfalls bekannte Mathematiker.

## Schriften
- Euclidean Number Fields. Teile 1–3. In: The Mathematical Intelligencer, Band 2, Nr. 1, 1979, S. 6–15; doi:10.1007/BF03024378; 1980, Band 2, Nr. 2, S. 73–77; doi:10.1007/BF03023376; Band 2, Nr. 2, 1980, S. 99–103; doi:10.1007/BF03023382.
- Primality testing algorithms. In: Séminaire N. Bourbaki, 1981,  Jg. 33, Nr. 576, S. 243–257; numdam.org
- Factoring integers with elliptic curves. In: Annals of Mathematics, Serie 2, 1987, Band 126, Nr. 3, S. 649–673; doi:10.2307/1971363.
- mit Arjen K. Lenstra: Algorithms in Number Theory. In: Jan van Leeuwen (Hrsg.): Handbook of Theoretical Computer Science. Band A: Algorithms and Complexity. Elsevier u. a., Amsterdam u. a. 1990, ISBN 0-444-88071-2, S. 673–716.
- Algorithms in Algebraic Number Theory. In: Bulletin of the American Mathematical Society, 1992, Band 26, Nr. 2, S. 211–244; doi:10.1090/S0273-0979-1992-00284-7.
- mit Peter Stevenhagen: Chebotarëv and his density theorem. In: The Mathematical Intelligencer, 1996, Band 18, Nr. 2, S. 26–37; doi:10.1007/BF03027290, (Online auf seiner Homepage).
- mit Peter Stevenhagen: Artin reciprocity and Mersenne Primes. In: Nieuw Archief voor Wiskunde, Serie 5, 2000, Band 1, Nr. 1, S. 44–54; math.leidenuniv.nl (PDF; 0,9 MB).
- Profinite Fibonacci Numbers. In: Nieuw Archief voor Wiskunde, Serie 5, 2005, Band 6, Nr. 4,  S. 297–300, math.leidenuniv.nl/~hwl (PDF; 0,3 MB).